# Ivica Milinković
Ivica Milinković (Požega, 1931.) bivši je hrvatski nogometaš koji je igrao na poziciji napadača.
Nogometašku karijeru započeo u juniorima slavoneskopožeškog Jedinstva 1948. godine i iste godine postao prvotimac. Vojni rok služio je u Beogradu i te dvije godine bio je članom beogradskog Partizana. Od 1951. do 1953. odigrao je desetak utakmica za drugu momčad. Nakon Partizana sljedeće odredište bio mu je Osijek gdje je igrao za Proleter od 1953. do 1957. u kojem je u 120 utakmica postigao 50 pogodaka. Godine 1957. vratio se u rodnu Slavonsku Požegu u matični klub Jedinstvo u kojem je do 1964. u 450 utakmica postigao izvrsnih 400 pogodaka te jednu godinu za novoosnovani klub Slavoniju. Igračku karijeru okončao je 1965. godine.